# Пат Макграт
Пат Макграт (на английски: Pat McGrath) е английска гримьорка от ямайски произход.
Родена е на 11 юни 1966 година в гр. Нортхамптън, графство Нортхамптъншър, в семейство от ямайски произход.
През 80-те години се установява в Лондон, където започва да работи за дизайнери като Александър Маккуин и Джон Галиано. През следващите години се налага сред водещите гримьори в модната индустрия, известна със смелата си и иновативна техника.
Наградена е с Ордена на Британската империя през 2014 година.